# Moreira (apelido)

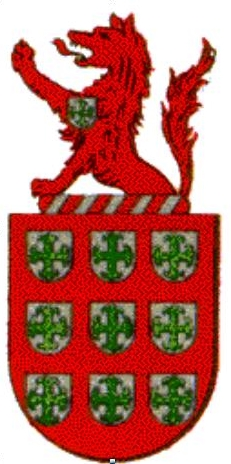
Brasão da família Moreira

Moreira é um apelido de família (sobrenome) da onomástica da língua portuguesa.

## Origem
O sobrenome Moreira é uma forma antiga e popular de amoreira (árvore de amora). O solar desta família é em Santa Maria de Moreira, no julgado de Celorico de Basto, em Portugal, no tempo de D. Afonso III e de D. Diniz I, reis de Portugal, de 1248 a 1325. O ancestral mais antigo conhecido desta família é Pedro Pires Moreira. 

## Títulos
Os títulos nobiliárquicos pertencentes a essa família são:
- Visconde de Rebordosa
- Visconde de Carvalho Moreira
- Visconde de Espinhosa
- Visconde de Idanha
- Visconde de Santiago de Cacém
- Visconde de Serpa Pinto
- Barão de Moreira